# Helioctamenus
Helioctamenus es un género de coleóptero (escarabajo) de la familia Zopheridae.

## Especies
Las especies de este género son:
- Helioctamenus aestivus
- Helioctamenus bedeli
- Helioctamenus curticornis
- Helioctamenus espanoli
- Helioctamenus ferandezi
- Helioctamenus gineri
- Helioctamenus hippopotamus
- Helioctamenus lusitanicus
- Helioctamenus occidentalis
- Helioctamenus oranensis
- Helioctamenus pardoi